# اندیس خاک صنعتی (شهریار یارعلی)
خاک صنعتی (شهریار یارعلی) یک اندیس غیرفلزی است که در حوالی شهر ایزدخواست استان فارس قرار دارد و مادهٔ معدنی موجود در آن، خاک صنعتی است.سنگ میزبان این اندیس آهک است و دیرینگی آن به دوران پرموتریاس می‌رسد.